# Plectorhyncha lanceolata
Plectorhyncha lanceolata (tên tiếng Anh: striped honeyeater) là một loài ăn mật trong họ Meliphagidae sống ở Úc. Đây là loài ăn mật kích thước trung bình, chiều dài khoảng 23 xentimét (9,1 in). Dù là ăn mật, côn trùng là nguồn thích ăn chính của Plectorhyncha lanceolata, và mỏ của nó cũng thích nghi cho việc này.